# Rika Kishida
Rika Kishida (岸田 里佳 Kishida Rika?) (Osaka, Japón; 8 de marzo de 1968) es una actriz japonesa. Se le conoció como Kaori Rokumeikan en el Super Sentai serie Chōjin Sentai Jetman que se transmitió desde el 15 de febrero de 1991 hasta el 14 de febrero de 1992, en un total de 51 episodios.

## Biografía
En el año 1985 hizo su debut como miembro de ICHIGO-chan (ICHIGO-chan No. 18) en YOU Rice Still? de Asahi Broadcasting.
En 1991 apareció en la serie número 15 de Super Sentai Chōjin Sentai Jetman como Kaori Rokumeikan y la guerrera White Swan.
Se casó con un empresario en 1994 y dio a luz a su hijo mayor en 1995, su hija mayor en 1999 y su segundo hijo en 2001. Se ausentó de las actividades artísticas para luego mudarse a Shanghái en el 2003 y a los Estados Unidos en el 2011 debido al trabajo de su esposo. Regresó de Shanghái cuando participó en una mesa redonda para conmemorar el lanzamiento de Jetman en DVD en 2004. Después de vivir en el extranjero durante casi 15 años, regresó a Japón en el 2017 y reanudó sus actividades como actriz de teatro. Tiene una licencia para Natori, un maestro de Nihon-buyo y también está calificado para vestirse.

### Anécdotas relacionados conChōjin Sentai Jetman
Hizo una audición para la serie sin conocer su papel, y recordó que se sintió avergonzada cuando le pidieron que pensara ella mismo en la pose de transformación.
La propia Rika estaba lejos de sí misma sobre el personaje de Kaori Rokumeikan, una joven de alta sociedad, y sintió que Ako Hayasaka, interpretada por Sayuri Uchida, estaba más cerca de ella. Por lo tanto, en la obra se afirma que el proceso de transición del personaje de una jovencita a un sentimiento romántico fue difícil.
Como el episodio más memorable de Jetman mencionó el episodio 26, donde interpretó a una mujer primitiva como un papel dual, y dijo que prefería un vestido rudo en lugar de un traje habitual, y que estaba relajado y disfrutado.
En la escena de comer soba, el sonido de apretar soba con doblaje no salió bien, y la coprotagonista Tomihisa Naruse lo golpeó en su lugar.
Estaba muy cerca de Sayuri Uchida y fue llamado "hermana" por Uchida, la misma que en 1997 volvió a protagonizar con Kishida en B-Robo Kabutack Christmas Great Battle !!.

## Filmografía

### TV
- Chōjin Sentai Jetman (1991): Kaori Rokumeikan (鹿鳴館 香 Rokumeikan Kaori?)/White Swan (ホワイトスワン Howaito Suwan?)
- Super Rescue Solbrain (1991)
- Tokusou Robo Janperson (1993): Misa Yumino (episodio 25)
- Ninja Sentai Kakuranger (1994): Nueva reportera (episodio 9)

### Película
- Super Sentai World (1994): Voz de White Swan (ホワイトスワン Howaito Suwan?)
- Avataro Sentai Donbrothers The Movie: New First Love Hero (22 de junio de 2022): Clienta de Tarō Momoi[3][4]